# Історія дельфіна 2
Історія дельфіна 2 (англ. Dolphin Tale 2) — американський сімейний фільм 2014 року, написаний і знятий Чарльзом Мартіном Смітом як продовження його фільму 2011 року «Історія дельфіна», який, у свою чергу, був заснований на реальній історії про врятованого дельфіна Вінтер. Прем'єра фільму відбулася 11 вересня 2014 року в Казахстані, 12 вересня у США та 18 вересня в Україні.